# هری برادشاو (بازیکن فوتبال، زاده ۱۸۹۵)
هری برادشاو (انگلیسی: Harry Bradshaw؛ زادهٔ ۲۲ ژانویهٔ ۱۸۹۵) بازیکن فوتبال اهل بریتانیا است.
از باشگاه‌هایی که در آن بازی کرده‌است می‌توان به باشگاه فوتبال ترانمره راورز اشاره کرد.